# Баркенхольм
Баркенхольм (нем. Barkenholm) — община в Германии, в земле Шлезвиг-Гольштейн. 
Входит в состав района Дитмаршен. Подчиняется управлению КЛьГ Хеннштедт.  Население составляет 175 человек (на 31 декабря 2010 года). Занимает площадь 5,09 км².